# Pyrrhura snethlageae
Pyrrhura snethlageae, "madeiraparakit", är en nyligen beskriven fågelart i familjen västpapegojor inom ordningen papegojfåglar.

## Utbredning och systematik
Fågeln delas in i två underarter med följande utbredning:
- P. s. snethlageae – Río Madeiras avrinningsområde i amazonska delen av Bolivia och västcentrala Brasilien
- P. s. lucida – området där Río Teles Pires rinner samman med Río Cristalino samt vid Río Peixoto de Azuvedo i Mato Grosso i västcentrala Brasilien

Den betraktas oftast som underart till santarémparakit (Pyrrhura amazonum), men urskiljs sedan 2014 som egen art av Birdlife International, IUCN och Handbook of Birds of the World.

## Status och hot
Den kategoriseras av IUCN som livskraftig.

## Namn
Fågelns vetenskapliga artnamn hedrar Emilie Snethlage (1868-1929), tysk ornitolog och samlare av specimen i Amazonas 1905-1929.